# 喬治·湯瑪斯·懷特塞茲
喬治·湯瑪斯·懷特塞茲（英語：George Thomas Whitesides，1974年3月3日—）是一位美國的政治人物和商人，他自2025年1月3日起擔任美國眾議院加利福尼亞州第二十七國會選區議員。他先前曾在航太和政府部門擔任領導職位，包括擔任美國國家航空暨太空總署的幕僚長及維珍銀河的CEO。他是一名民主黨員。 
懷特塞茲曾領導維珍銀河十年以上， 在Mojave Air and Space Port監督商業太空飛行的發展。他目前仍然在維珍銀河內擔任顧問.在之前，他曾在巴拉克·歐巴馬內閣的任期轉移小組內，之後在美國國家航空暨太空總署署長查尔斯·伯尔登下擔任幕僚長。
維珍銀河代表的選區包括洛杉磯郡北部，包括聖塔克拉利塔、棕櫚谷、蘭卡斯特，以及聖費爾南多谷西北部部分。